# Галис, Никос
Ни́кос Га́лис (греч. Νίκος Γκάλης, при рождении Николаос Георгалис (греч. Νικόλαος Γεωργαλής); род. 23 июля 1957, Юнион-Сити, Нью-Джерси) — бывший греческий баскетболист. Играл на позиции атакующего защитника. Большую часть карьеры выступал за «Арис», с которым за 13 сезонов 8 раз выигрывал чемпионат Греции и 7 раз становился обладателем кубка Греции. Член Зала славы баскетбола с 2017 года.
В составе сборной Греции становился чемпионом Европы 1987 года, серебряным призёром чемпионата Европы 1989 года, чемпионом Балканских игр 1986 годов, а также принимал участие в чемпионате мира 1986 года.

## Карьера

### Клубная
До 15 лет Галис занимался боксом. В 1975 году он поступил в Университет Сетон Холл, где сначала играл как разыгрывающий, но затем был переведён тренером на позицию атакующего защитника. За 4 года его средняя результативность составила 15,4 очков за игру. На драфте 1979 года Галис был выбран «Бостон Селтикс» в 4-м раунде под общим 68-м номером.
Перед началом сезона 1979/80 Галис переехал на историческую родину — в Грецию и стал игроком «Ариса». Дебютировал 2 декабря в игре с «Ираклисом».

### В сборной
С Галисом связан расцвет греческого баскетбола, начиная с середины 1980-х годов. Ключевыми игроками наряду с Никосом являлись Панайотис Яннакис, Панайотис Фасулас, Фанис Христодулу, но именно Галис был безоговорочным главным снайпером команды.
В сборной Галис дебютировал ещё в квалификации Олимпийских игр 1980 года в Москве, куда греки пробиться не сумели.
20 ноября 1983 года сборная Греции играла товарищеский матч со американской студенческой командой «Северная Каролина Тар Хилз». Галис, против которого защищался 20-летний Майкл Джордан, набрал 24 очка.
На чемпионате Европы 1983 года греки заняли только 11-е место из 12 команд (2 победы при 5 поражениях), но Галис стал лучшим снайпером турнира (33,6 очка) и был включён в символическую сборную. На чемпионат Европы 1985 года греки отобраться не сумели.
На чемпионате мира 1986 года в Испании, куда греки отобрались впервые в своей истории, Галис стал лучшим снайпером турнира, набирая в среднем по 33,7 очка за матч. В матче против Панамы Никос набрал 53 очка (рекорд Никоса в играх за сборную), в игре против Китая — 49. Греки заняли только 10-е место
Звёздным часом на уровне сборных для Галиса стал чемпионат Европы по баскетболу 1987 года, который проходил в Греции. 29-летний Никос, который играл со второго матча без замен, стал лучшим снайпером сборной Греции во всех матчах турнира, набирая в среднем за игру невероятные 37,0 очка. На групповой стадии Никос набирал по 44 очка в матчах против Румынии (109-77) и Югославии (84-78). В 1/4 финала он забросил 38 очков Италии (90-78), в полуфинале греки сумели отыграть 10-очковое отставание от югославов после первого тайма и победить 81-77, Галис набрал 30 очков. В финале 14 июня в Пирее в упорнейшем матче против сборной СССР греки сумели вырвать победу в овертайме (103-101), Галис набрал 40 очков. Греки первый раз в истории выиграли чемпионат Европы (ранее они единственный становились призёрами Евробаскета в 1949 году, когда были третьими), а Галис был признан самым ценным игроком турнира и его лучшим снайпером.
Через два года на чемпионате Европы в Югославии Галис вновь был лидером сборной и лучшим снайпером во всех пяти матчах. В полуфинале в Загребе греки сумели обыграть сборную СССР со счётом 81-80, Никос был неудержим и набрал 45 очков. Однако в финале югославы, в составе которых блистал Дражен Петрович, уже в первой половине фактически решили исход матча, выиграв тайм с преимуществом в 19 очков, в итоге они одержали победу 98-77, Галис в этой игре набрал 30 очков. Галис был включён в символическую сборную турнира и вновь стал лучшим снайпером (35,6 очка в среднем), но самым ценным игроком стал Петрович.
На чемпионате Европы 1991 года в Италии Галис опять был лучшим снайпером сборной Греции во всех играх и стал лучшим снайпером турнира (32,4 очка). Греки в этот раз не сумели выйти в полуфинал и заняли только пятое место, однако Галис был 4-й раз в карьере включён в символическую сборную Евробаскета. Чемпионат Европы 1991 года ста последним крупным турниром для Галиса в составе сборной.
Всего за сборную Галис сыграл 168 матчей, в которых набрал 5129 очков (30,5 в среднем). С отрывом лидирует по среднему количеству очков за матч в истории сборной и занимает второе место по общему количеству набранных очков, уступая только Панайотису Яннакису (5301 очко), который сыграл в два с лишним раза матчей больше.

## Цитаты
- Дражен Петрович: «Если я — сын дьявола, то Галис — это сам дьявол»
- Арвидас Сабонис: «Если Галис хочет забить мяч, то он сделает это, и не важно, кто против него защищается»
- Александр Гомельский: «Галис — это баскетболист XXI века»
- Майкл Джордан: «Я никогда не мог подумать, что есть настолько хороший атакующий игрок в Европе, особенно в Греции»
- Боб Макаду: Галис делал такие вещи, которые я никогда не видел у игроков «Лейкерс» или «Селтикс».